# Paral·lel 76° sud
El paral·lel 76° sud és una línia de latitud que es troba a 76 graus sud de la línia equatorial terrestre. Travessa l'oceà Antàrtic i l'Antàrtida.

## Geografia
En el sistema geodèsic WGS84, al nivell de 76° de latitud sud, un grau de longitud equival a 27,016 km; la longitud total del paral·lel és de 9.726 km, que és aproximadament 24,5% de la de l'equador, del que es troba a 8.439 km i a 1.563 km del pol Sud

## Arreu del món
A partir del Meridià de Greenwich i cap a l'est, el paral·lel 76° sud passa per: 
| Coordenades                               | País. Territori o mar | Notes |
| ----------------------------------------- | --------------------- | --- |
| 76° 0′ S, 0° 0′ E / 76.000°S,0.000°E      | Antàrtida             | Terra de la Reina Maud, reclamat per Noruega · Territori Antàrtic Australià, reclamat per Austràlia · Terra Adèlia, reclamat per França · Territori Antàrtic Australià, reclamat per Austràlia · Dependència de Ross, reclamat per Nova Zelanda |
| 76° 0′ S, 162° 35′ E / 76.000°S,162.583°E | Oceà Antàrtic         | Mar de Ross |
| 76° 0′ S, 148° 5′ O / 76.000°S,148.083°O  | Antàrtida             | Territori no reclamat · Antàrtida Xilena, reclamat per Xile · Territori reclamat per Xile i Regne Unit (reclamacions sobreposades) · Territori reclamat per Argentina, Xile i Regne Unit (reclamacions sobreposades)                            |
| 76° 0′ S, 56° 54′ O / 76.000°S,56.900°O   | Oceà Antàrtic         | Mar de Weddell |
| 76° 0′ S, 26° 0′ O / 76.000°S,26.000°O    | Antàrtida             | Territori reclamat per Argentina i Regne Unit (reclamacions sobreposades) · Territori Antàrtic Britànic, reclamat per Regne Unit · Terra de la Reina Maud, reclamat per Noruega                                                                 |